# Haw Phra Kaew
Świątynia Szmaragdowego Buddy, Haw Phra Kaew, także Ho Phra Keo lub Wat Pha Keo – buddyjska świątynia, a następnie muzeum, które znajduje się w Wientianie.

## Historia
Świątynia została wybudowana w 1565 roku króla przez króla Setthathiratha, gdy przeniósł stolicę królestwa Laosu do Wientianu. W 1778 roku świątynia została zniszczona przez wojska tajskie. Budynek wybudowano, aby przechować Szmaragdowego Buddę, ale w 1779 roku przeniesiono go do świątyni Wat Phra Kaew w Bangoku. W 1827 roku król Annouvong odbudował świątynię, lecz została ona ponownie zniszczona przez tajskie wojska. W 1942 roku Francuzi odbudowali po raz trzeci świątynię i taka stoi do dziś. W 1993 roku przeprowadzono renowację. Obecnie funkcjonuje jako muzeum.

## Opis
We wnętrzu znajduje się wiele posągów Buddy, najczęściej z XVIII wieku. Oprócz tego w budynku jest Tripitaka, którą przechowuje się w dużym, drewnianym pudełku. W budynku znajdują się rzeźby zbudowane przez Khmerów oraz starożytne rękopisy, które są zapisane na liściach palmowych. Drzwi do świątyni są rzeźbione i znajdują się z przodu i z tyłu. Naprzeciwko znajduje się inna świątynia, Wat Si Saket.

## Galeria

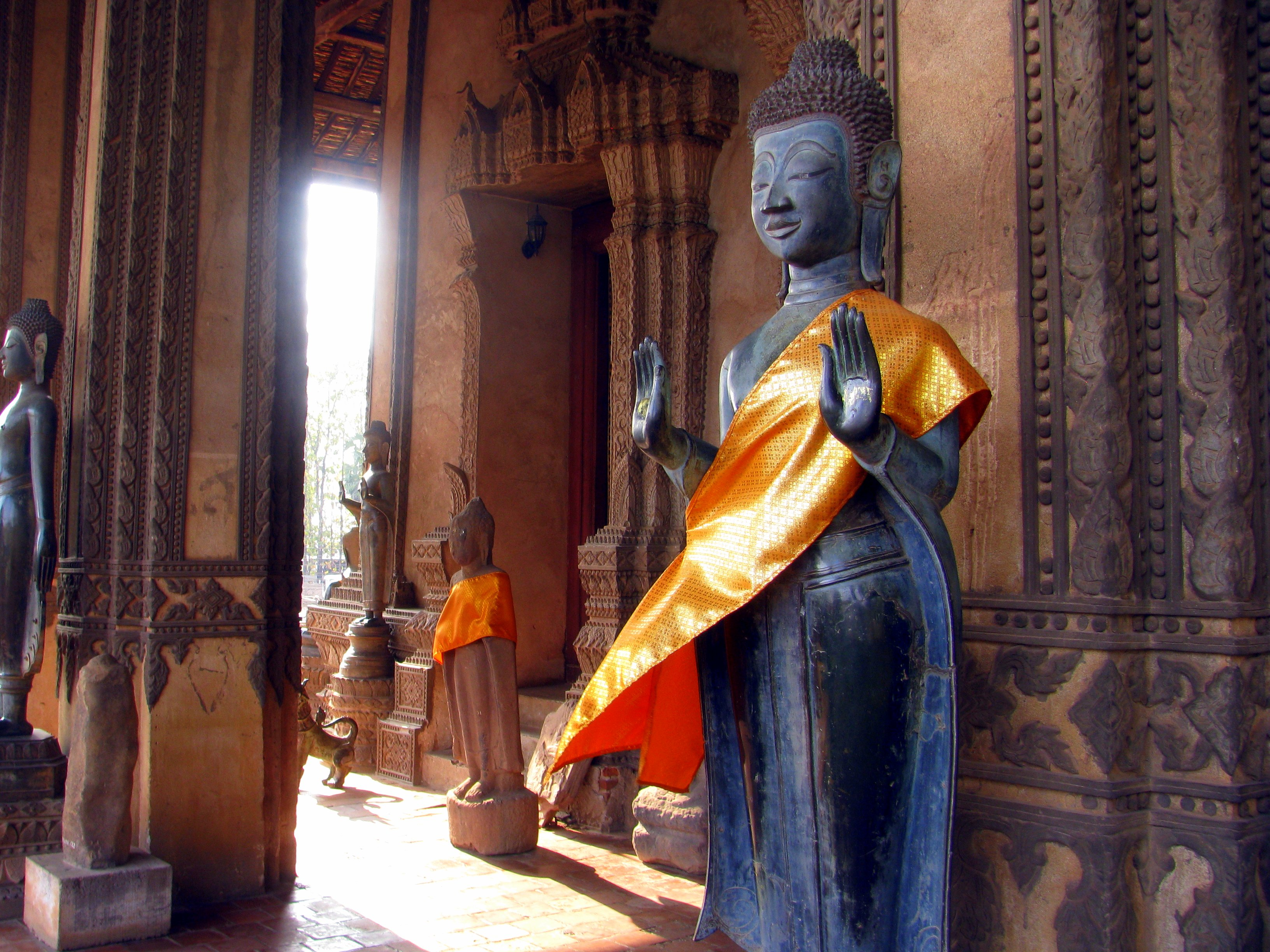
Posąg Buddy
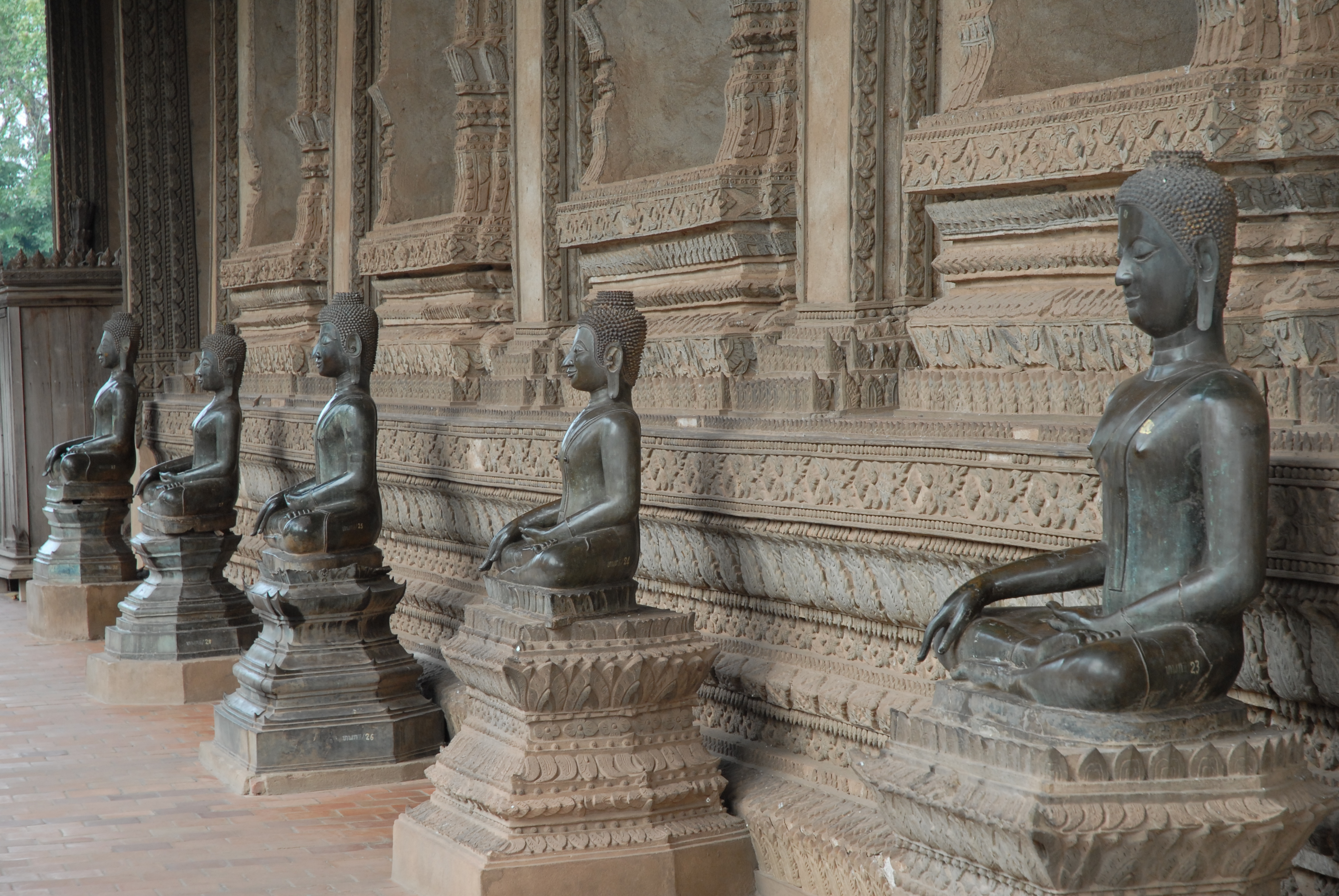
Posągi Buddy z brązu
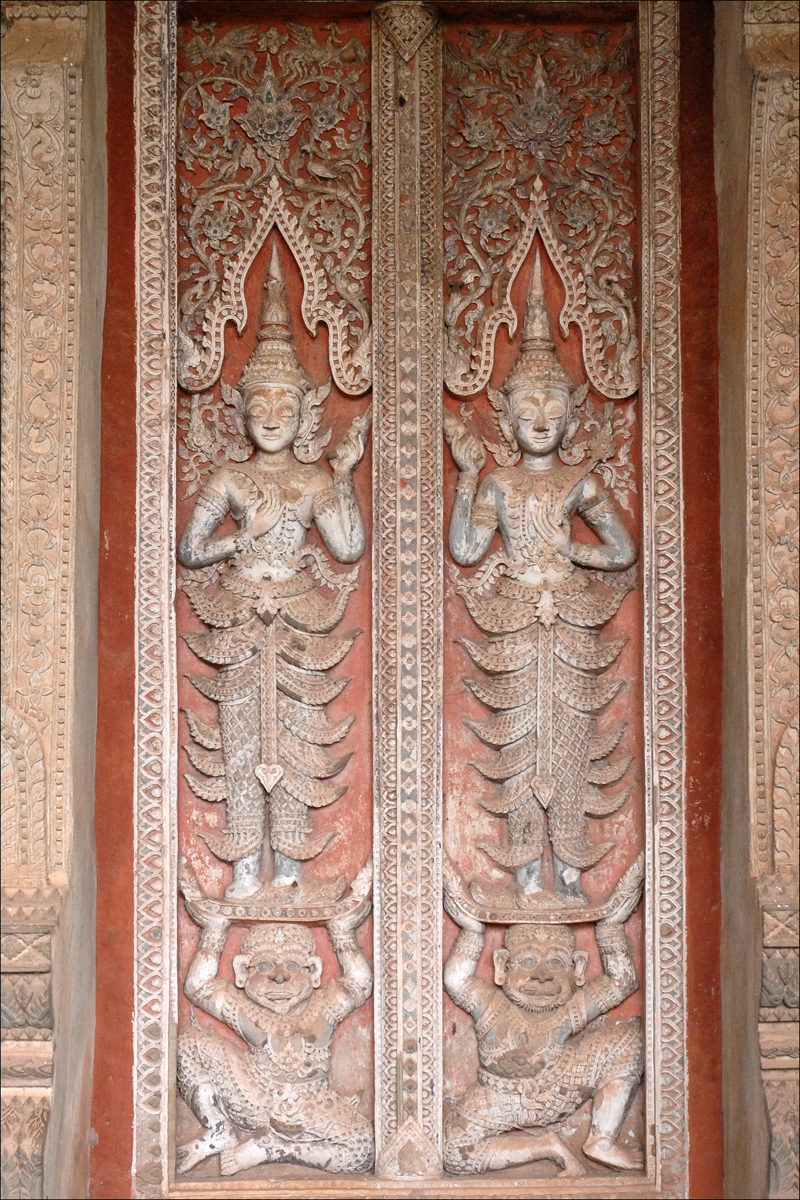
Drzwi do świątyni